# Рексова, Александра
Александра Рексова (словац. Alexandra Rexová; род. 5 августа 2005, Братислава) — словацкая горнолыжница, паралимпийская чемпионка и бронзовый призёр Игр 2022 года. Принимает участие в соревнованиях категории В2 — спортсмены с нарушением зрения.

## Спортивная карьера
Рексова катается на лыжах с пяти лет.

### Инвалидность
Рексова страдает болезнью Штаргардта, что привело к потере зрения. Особенно быстро оно стало ухудшаться в возрасте от 6 до 7 лет. Рексова соревнуется в категории B2, в которую входят спортсмены с остротой зрения, не превышающей значение 2/60.

### Соревнования
По словам её матери, спортсменка пробовала себя в разных видах спорта, но в конце концов остановилась на лыжах, вероятно, потому, что этим видом спорта занимались члены семьи. В свою очередь, сама Рексова заявила, что, возможно, если бы не инвалидность по зрению, то она бы не стала участвовать в соревнованиях .
В 2020 году Александра Рексова завоевала одну серебряную и три бронзовые медали на Кубке Европы, а в Кубке мира сезона 2020/2021 годов заняла первое место.
На зимних Паралимпийских играх в Пекине в 2022 году вместе со своим гидом Евой Трайчиковой выиграла золотую медаль в супергиганте и бронзовую медаль в слаломе. Спустя 6 дней словацкая горнолыжница завоевала бронзовую медаль в слаломе.